# Hemerobius phaleratus
Hemerobius phaleratus är en insektsart som först beskrevs av Schneider 1847.  Hemerobius phaleratus ingår i släktet Hemerobius och familjen florsländor. Inga underarter finns listade i Catalogue of Life.